# ساماك سوندارافيج
ساماك سوندارافيج (بالتايلندية: สมัคร สุนทรเวช)‏ رئيس وزراء تايلاند ومحافظ بانكوك الاسبق، برز ساماك في الازمة التايلاندية اثر انقلاب عسكري قام فيه الجيش علي رئيس الوزراء السابق تاكسين شيناواترا واستطاع ساماك ان يبرز ويطرح اسمة كرئيس الوزراء القادم حيث شكل ائتلاف من ستة احزاب واستطاع تشكيل الحكومة في 29 يناير 2008 ولم يستمر طويلا حتي اقام خصومة بالإطاحة به عبر المحكمة الدستورية متهمين اياه بتلقي اموال لتقديم برنامج تلفزيوني  وفي سن الثلاثة والسبعين اصاب ساماك سرطان الكبد وخضع لجراحة في الليز لا زالة الورم ولم يتشافي منه، وفي يوم 14 نوفمبر 2009 أعلن وفاة ساماك متأثرا في سرطان الكبد

## روابط خارجية
- ساماك سوندارافيج على موقع الموسوعة البريطانية (الإنجليزية)
- ساماك سوندارافيج على موقع مونزينجر (الألمانية)